# 廢刀令
廢刀令，在日本明治9年（1876年）3月28日頒布。全名為，即禁止帶刀之政令。

## 历史
內容為除了穿大禮服者（主要為皇室成員），軍人、警察外，其他人士禁止帶刀。在文明開化的風潮下，明治3年（1870年）禁止庶民帶刀；明治4年（1871年），更實行「散髮脫刀令」；1876年，隨著徵兵制的實施，更加強制實行廢刀；但卻引來部分士族的抗拒，結果1877年發生了士族的叛亂。史稱西南戰爭。

## 外部連結
- 帶刀禁止令
- 廢刀令

1. ↑  . コトバンク.   [2025-02-21]. （原始内容存档于2022-03-18） （日语）.